# STC-Group
De STC-Group is een Nederlandse kennis- en onderwijsinstelling op het gebied van scheepvaart, havens, transport, logistiek en  havengebonden olie- en chemieactiviteiten. De groep heeft wereldwijd een aantal scholen en opleidingscentra voor de transportsector. Het Nederlandse gedeelte is gevestigd te Rotterdam, waar tevens het hoofdkwartier van de organisatie is.

## Havenvakschool
In 1943 schreef Frans Kruis een rapport over oprichting van een Havenvakschool en hij won er een prijs mee. De Scheepvaart Vereniging Zuid (SVVZ) nam in 1947 het schip Hoogkerk in gebruik, met plaats voor opleidingen havenwerk en startte een onderzoek naar mogelijkheid van een Havenvakschool. In dat jaar startte een havenopleiding op het s.s. Veteraan met eerste ploeg HAR-arbeiders (12 personen). In 1949 is de eigenlijke structurele start van de havenopleidingen. SVZ nam het schip verder in gebruik en daar ging de eerste vakopleiding Havenarbeider van start met een cursus van 10 weken. De rijkssubsidie voor basisopleiding havenarbeiders bedroeg ƒ 10.000,-  Eind van dat jaar ontving de eerst opgeleide ploeg havenarbeiders het diploma. Februari 1950 startte een cursus voor dekgasten van de HAR en in juni van dat jaar begon de eerste cursus voor controleurs. In februari 1951 volgde de opleiding voor toezichthouders en een bazenopleiding. De gedelegeerden van de SVZ stemden in met de komst van de Havenvakschool en 25 augustus 1953 verleed notaris Nauta de acte van de "Stichting Havenvakschool". Gestart werd met 22 leerlingen aan de Sint Jobsweg, maar al in september verhuisde de school naar de Maashaven (Thomsen's Haven Bedrijf). Op 1 september 1958 legde J.Ph. Backx de eerste steen voor een nieuwe school aan de Waalhaven en daar werd ook het oefenschip Waalhaven, om te leren laden en lossen, in gebruik genomen. Een jaar later werd de nieuwe school geopend. In de Parkhaven werd de Jan Backx in gebruik genomen als opleidings- en hotelschip. 
Na vele verhuizingen en het starten van steeds meer opleidingen volgde integratie in de Nederlandse Economische Hogeschool. Eind 1968 werd besloten tot naamsverandering in Stichting Vervoer en Havenopleidingen. Havenvakscholen heetten voortaan Haven en Vervoerscholen. In 1974 werden de eerste vrouwelijke leerlingen toegelaten. Op 1 augustus 1990 volgde een fusie van het Maritiem Instituut Anthony van Hoboken met de Rijn- en binnenvaartschool en de Haven- en Vervoerscholen. De Havenvakscholen werden zo onderdeel van het Scheepvaart en Transport College. Op 30 september 2005 werd het nieuwe Hoofdgebouw STC-Lloydpier door Prins Willem Alexander geopend. In 2010 werden de Havenvakschool Waalhaven en het beroemde oefenschip afgebroken.

## Huisvesting Maritiem Officier hbo
In Rotterdam bevindt zich het Scheepvaart en Transport College (STC). Op deze school worden mbo-opleidingen gegeven voor de transportsector, van kraanmachinist tot maritiem officier.
Sinds 2003 is de opleiding hbo-niveau, maritiem officier) gevestigd in het gebouw van het STC aan de Lloydstraat. De opleiding is onderdeel van Hogeschool Rotterdam en wordt verzorgd binnen het instituut Rotterdam Mainport University.

## Gebouwen
Het STC beschikt over een aantal gebouwen binnen en buiten Rotterdam. Zijnde:
- Lloydstraat 300 - De hoofdlocatie waar met name MBO en HBO scheepvaart wordt onderwezen
- Lloydstraat 35 - Losstaande VMBO naast het hoofdgebouw.
- Waalhaven-Zuidzijde - MBO locatie gericht op Logistiek, Railvervoer, Havens en Luchtvaart. Achterzijde STC-Next bijscholing voor beroepsbeoefenaars.
- Anthony Fokkerweg - Deels geïntegreerd met Waalhaven-Zuidzijde, VMBO.
- Brielle - Procesindustrie
- Katwijk aan Zee - Zeevisvaart en overige scheepvaart.
- Maasbracht - Samenwerking met Maas Binnenvaartmuseum. BBL Binnenvaart.
- Stellendam - Zeevisvaart en overige scheepvaart.
- Zwolle - Deltion-samenwerking onder de naam "STC Hanze Maritiem". Zeevaart MBO.

## Opleidingschepen van STC Rotterdam
| Scheepsnaam  | Vlag      |
| ------------ | --------- |
| STC-Albatros | Nederland |
| Delfshaven   | Nederland |
| Stormmeeuw   | Nederland |
| Ab Initio    | Nederland |

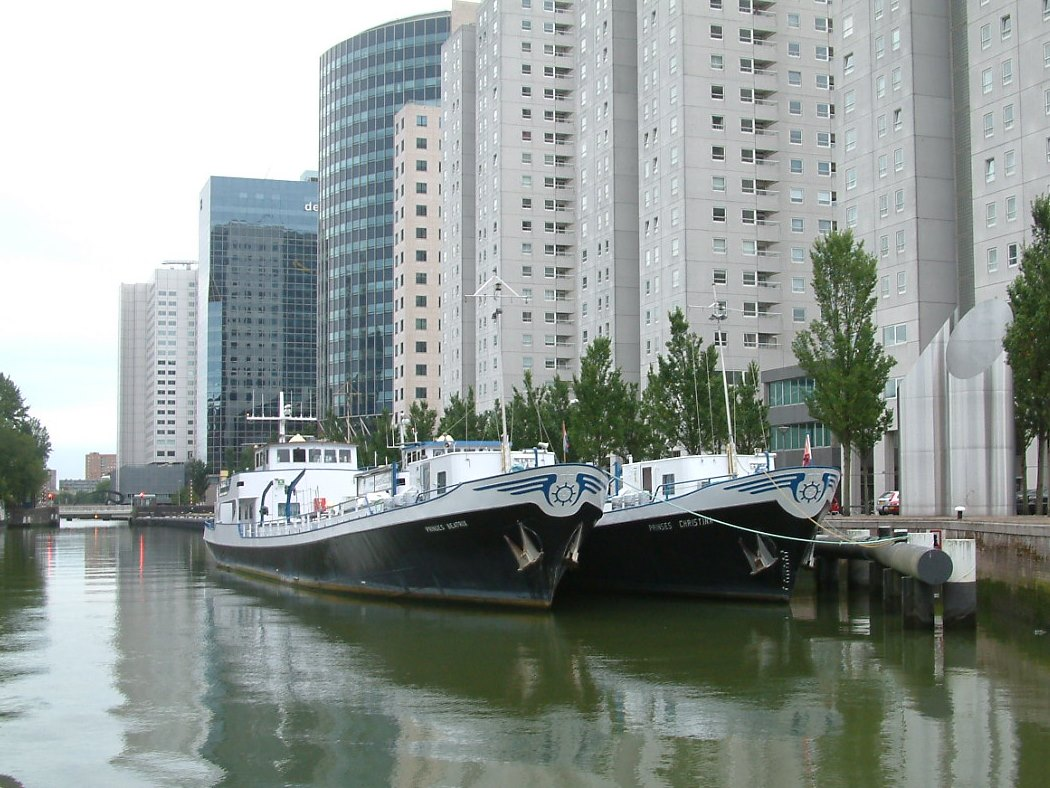
De voormalige opleidingsschepen Prinses Beatrix en de Prinses Cristina samen voor de wal in de Leuvehaven in Rotterdam

Daarnaast heeft de STC-Group een dochteronderneming samen met de Koninklijke Nederlandse Redding Maatschappij. Deze opende op 27 juni 2013 een drijvend oefenbassin in de Heijsehaven in Heijplaat (Rotterdam). In het bassin kunnen storm met windkracht 8 en slagregens worden gesimuleerd, terwijl een golfmachine golven van anderhalve meter opwekt.

## Sloeproeiteam STC
Het sloeproeiteam STC is een onderdeel van de opleidingen van het STC waarbij alle leerlingen zich mogen aansluiten. Iedere maandag en donderdag wordt er vanaf het ponton in de Coolhaven (Rotterdam) getraind. In het seizoen worden er vele wedstrijden geroeid door heel het land heen. De Roeivereniging Zeevaarschool Rotterdam is op dit moment in het bezit van 4 sloepen: Evert Deddes, Anthony van Hoboken, Mercator en de Jan Backx. https://www.roeiteam-stc.nl/ geeft meer informatie over de verschillende aspecten van het sloeproeien in Rotterdam 